# Ostrołuk

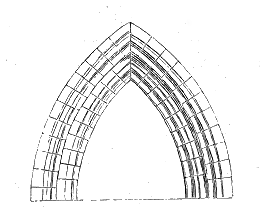
Ostrołuk w formie liścia lancetu

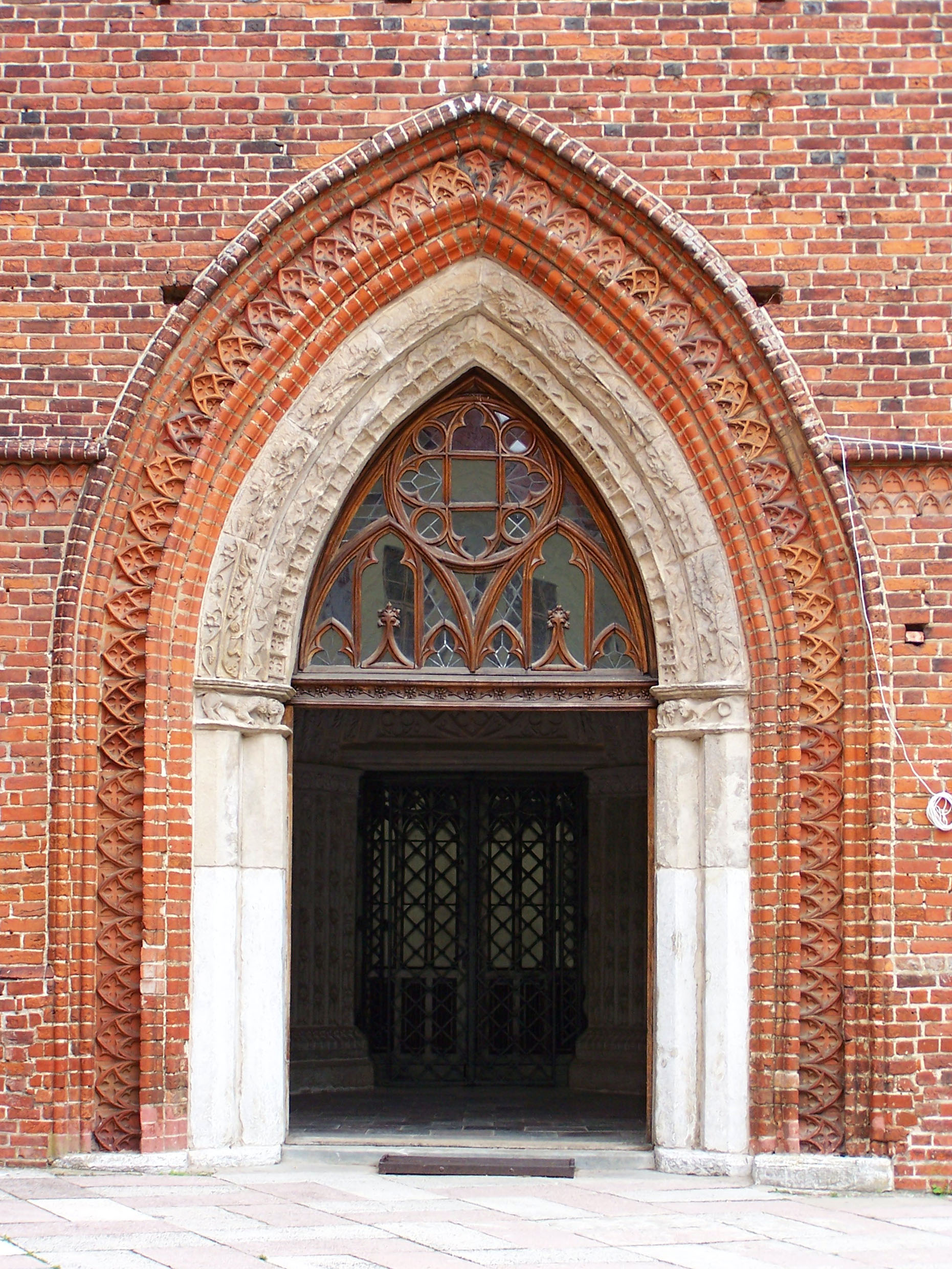
Portal Katedry we Fromborku

Ostrołuk – łuk, którego szczyt powstał z przecięcia się dwóch fragmentów okręgu. Występuje w późnym romanizmie i gotyku, a także w architekturze islamu. Zastosowanie ostrołuku w architekturze gotyckiej pozwoliło między innymi na uniezależnienie szerokości naw bocznych od szerokości nawy głównej w kościołach bazylikowych.